# Шеффер, Ребекка
Ребе́кка Люси́ль Ше́ффер (англ. Rebecca Lucile Schaeffer; 6 ноября 1967, Юджин, Орегон — 18 июля 1989, Голливуд, Калифорния) — американская актриса.
Ребекка Шеффер стала жертвой преследования в течение трёх лет, а затем и убийства со стороны неуравновешенного поклонника Роберта Джона Бардо. Эта трагическая история повлекла принятие закона о предотвращении преследований в Калифорнии.
Убийство актрисы стало темой первого выпуска документального сериала «Е! Правдивая голливудская история». Жених актрисы, режиссёр Брэд Силберлинг в 2002 году снял фильм «Миля лунного света», толчком к созданию которого послужила трагическая гибель невесты.

## Биография и карьера
Ребекка Люсиль Шеффер родилась 6 ноября 1967 года в Портленде (штат Орегон, США), там же окончила Lincoln High School. Она была единственным ребёнком в семье психолога и писателя.
В середине 1980-х годов Ребекка начала сниматься в кино и в рекламных роликах. После появления на обложке журнала «Seventeen» Шеффер начала сниматься в телесериале «Моя сестра Сэм» в роли Патти Рассел и стала знаменита.
Актриса также была представителем компании «Thursday’s Child».

## Убийство
21-летняя Ребекка Шеффер была убита неуравновешенным поклонником Робертом Джоном Бардо, который до этого преследовал её три года.
Бардо начал преследовать Шеффер после трагической гибели в авиакатастрофе другой его любимицы — Саманты Смит. Он писал ей письма, пытался несколько раз встретиться, а один раз даже пришёл с ножом, но охранники не пропустили его к актрисе. После этого Бардо вернулся в родной Тусон (штат Аризона, США) и на время забыл об актрисе, увлёкшись певицами — Мадонной, Дебби Гибсон и Тиффани.
В 1989 году, посмотрев фильм с участием Ребекки «Сцены классовой борьбы в Беверли-Хиллз», в котором актриса появилась в постельной сцене, Бардо пришёл в ярость. Он решил, что она должна быть наказана, сказав при этом: «ещё одна голливудская шлюха» (англ. another Hollywood whore).
За 250 долларов Бардо получил в детективном агентстве Тусона адрес актрисы, а его брат помог ему обзавестись пистолетом, так как сам Бардо по американским законам тогда был несовершеннолетним (ему было 19 лет).
Получив пистолет и необходимую информацию, Бардо отправился в Лос-Анджелес. Он спрашивал о Шеффер и убедился в том, что адрес, данный агентством, правильный. Он пришёл к актрисе, она открыла ему дверь. Бардо показал Шеффер письма и автографы, они разговаривали недолгое время. Через час Бардо вернулся в квартиру Шеффер во второй раз. Он вытащил пистолет из пакета и выстрелил один раз актрисе в грудь. Она закричала и рухнула в дверях, а Бардо убежал. Сосед Ребекки вызвал скорую помощь, которая прибыла для перевозки актрисы в «Cedars-Sinai Medical Center». Через полчаса 21-летняя Ребекка Шеффер была объявлена мёртвой. На следующий день Бардо был арестован в Тусоне, он сразу же признался в убийстве.
За преследование и убийство актрисы Роберт Джон Бардо был осуждён на пожизненное заключение с октября 1991 года без права на досрочное освобождение.

## Фильмография
| Год       |   | Русское название                       | Оригинальное название                           | Роль              |
| --------- | - | -------------------------------------- | ----------------------------------------------- | ----------------- |
| 1968—2011 | с | Одна жизнь, чтобы жить                 | One Life to Live                                | Энни Барнс        |
| 1985—1987 | с | Удивительные истории                   | Amazing Stories                                 | Мисс Краунингшилд |
| 1986—1988 | с | Моя сестра Сэм                         | My Sister Sam                                   | Патти Расселл     |
| 1987      | ф | Дни радио                              | Radio Days                                      | дочь коммуниста   |
| 1988      | ф | Вне времени                            | Out of Time                                     | Пэм Уоллес        |
| 1989      | ф | Сцены классовой борьбы в Беверли-Хиллз | Scenes from the Class Struggle in Beverly Hills | Зандра            |
| 1990      | ф | Террор на борту                        | Voyage of Terror: The Achille Lauro Affair      | Шерил             |
| 1990      | ф | Конец невинности                       | The End of Innocence                            | Стефани           |